# Петрович-Негош, Никола
Никола Петрович-Негош (серб. Никола Петровић-Његош; род. 24 июля 1944 года, Париж, Франция) —  глава династии Петровичей-Негошей с 1986 года.

## Биография
Принц Никола родился в Париже 24 июля 1944 года в семье Михаила и Женевьевы Петрович-Негош.
Он получил диплом архитектора. Основал биеннале современного искусства Цетинье.
27 ноября 1976 года женился на Франсине Наварро (27 января 1950 года — 6 августа 2008 года). Семья проживала в Требердане в Кот-д’Армор во Франции.
С 1986 года является главой королевского дома Черногории.
12 июля 2011 года Скупщина Черногории приняла предложенный Правительством проект закона «О статусе потомков династии Петрович-Негош».
В соответствии с законом, получил официальный статус представителя потомков династии Петрович-Негош.

## Награды
- Бальи — Кавалер Большого Креста Чести и Преданности Суверенного военного гостеприимного ордена Святого Иоанна, Иерусалима, Родоса и Мальты (2006 год)[3].
- Большой крест заслуг Итальянского красного креста (Италия, 2008 год)[4]
- Почётный гражданин города Агридженто (Италия, 2007 год)[5]

Династические награды
- Великий магистр ордена Петровичей-Негошей
- Великий магистр ордена Святого Петра Цетиньского
- Великий магистр ордена князя Данило I
- Высший орден Святого Благовещения (Итальянский королевский дом)
- Большой крест ордена Святых Маврикия и Лазаря (Итальянский королевский дом)
- Большой крест Непорочного зачатия Девы Марии Вилла-Викозской (Португальский королевский дом)
- Большой крест Королевский ордена короля Франциска I (Королевский дом Неаполя)
- Золотая медалью Почёта Константиновского военного ордена Святого Георгия (Королевский дом Обеих Сицилий)

## Дети
- Сын — Борис (род. 27 июля 1976 года), женат на Веронике Айо Канас да Силва.
- Дочь — Алтиная, замужем за Антоном Мартыновым.